# Setophaga occidentalis
La reinita cabecigualda (Setophaga occidentalis), también denominada chipe negriamarillo occidental, chipe cabeciamarillo, chipe coronado y chipe ermitaño, es una especie de ave paseriforme migratoria que anida en el noroeste de los Estados Unidos y pasa el invierno en el sur de ese país, en México y en América Central.

## Descripción
Los adultos miden 11 o 12 cm de largo. El macho es de cabeza principalmente amarilla, con la garganta negra. Las partes dorsales, incluyendo la nuca, son grises listadas con negro. En las alas hay dos barras blancas y en la cola algunas manchas blancas. Las partes ventrales, desde el pecho hasta las plumas cobertoras inferiores de la cola son blancuzcas, con algunas barras oscuras en los costados del pecho.
La hembra y los juveniles son de colores más deslavados. La cabeza es predominantemente amarilla, pero con la corona olivácea y la garganta amarilla con algunas manchas negras. El resto del cuerpo es similar al del macho, aunque más opaco.

## Distribución
Su área de reproducción comprende un área cercana a la costa del occidente de los Estados Unidos, desde el estado de Washington hasta el norte de California. En invierno migra al sur de California y a las zonas serranas de México y América Central hasta Nicaragua.
En México se distribuye desde Sinaloa y Nuevo León hasta Chiapas.

## Hábitat
Su hábitat son bosques de coníferas, bosques de pino-encino y bosques de encino. Durante la migración también habita en otros tipos de vegetación, como matorrales y chaparrales. Prefiere áreas montañosas de mediana a elevada altitud.
Su distribución se sobrelapa en cierta medida con la del chipe negriamarillo cachetioscuro (Dendroica townsendi) y ambas especies son capaces de entrecruzarse y formar híbridos.